# Chilabothrus gracilis
Chilabothrus gracilis — вид змій родини удавових (Boidae). Мешкає у Домініканській Республіці і Гаїті. 

## Підвиди
Виділяють два підвиди:
- Chilabothrus gracilis gracilis (J.G. Fischer, 1888);
- Chilabothrus gracilis hapalus Sheplan & Schwartz, 1974.

## Поширення і екологія
Chilabothrus gracilis мешкають на півночі і півдні острова Гаїті. Вони живуть у рівнинних листяних лісах, часто поблизу водойм та на узліссях, на висоті до 20 м над рівнем моря. Ведуть нічний, деревний спосіб життя, живляться переважно анолісами. Яйцеживородні.

## Збереження
МСОП класифікує стан збереження цього виду як близький до загрозливого. Chilabothrus gracilis загрожує знищення природного середовища та хижацтво з боку інтродукованих мангустів.